# Campeonatos nacionais de ciclismo em estrada de 2016
Os campeonatos nacionais de ciclismo em estrada de 2016 foram disputados durante o ano e foram organizados pelas federações membros da UCI. Ele tiveram inicio em 7 de janeiro na Austrália com o evento de contrarrelógio (ambos masculino e feminino), como é a tradição.

## Maillots
O vencedor de cada campeonato nacional veste o maillot com as cores nacionais em todas as corridas na respetiva disciplina, alem dos campeonato do mundo da UCI e os Olímpicos, ou então o maillot de leader da classificação de categoria numa corrida por etapas. A maior parte dos maillots de campeonatos nacionais tem a bandeira do país ou as suas cores. Os maillots também podem ter cores desportivas que não derivadas da bandeira nacional, como o verde e dourado das camisolas dos campeonatos nacionais da Austrália.

## Campeões de 2016

### Elite Homens
| País                           | Campeão da Corrida de Elite Homens | Equipa Campeã da Corrida em Estrada | Campeão do contrarrelógio Elite Homens | Equipa Campeã Contrarrelógio por equipas |
| ------------------------------ | ---------------------------------- | ----------------------------------- | -------------------------------------- | ---------------------------------------- |
| Albânia                        | Eugert Zhupa                       | Wilier Triestina-Selle Italia       | Eugert Zhupa                           | Wilier Triestina-Selle Italia            |
| Antígua e Barbuda              |                                    |                                     | Garfield Henry                         |                                          |
| Argentina                      | Mauro Richeze                      | Predefinição:Dados ciclismo SLS     | Laureano Rosas                         | Predefinição:Dados ciclismo SEP          |
| Austrália                      | Jack Bobridge                      | Trek–Segafredo                      | Rohan Dennis                           | BMC Racing Team                          |
| Áustria                        | Matthias Brändle                   | IAM Cycling                         | Matthias Brändle                       | IAM Cycling                              |
| Azerbaijão                     | Maksym Averin                      | Synergy Baku                        | Elchin Asadov                          | Synergy Baku                             |
| Bielorrússia                   | Kanstantsin Siutsou                | Team Dimension Data                 | Kanstantsin Siutsou                    | Team Dimension Data                      |
| Bélgica                        | Philippe Gilbert                   | BMC Racing Team                     | Victor Campenaerts                     | LottoNL-Jumbo                            |
| Belize                         | Giovanni Lovell                    |                                     | Joel Adan Borland                      |                                          |
| Bolívia                        | Oscar Soliz                        | Predefinição:Dados ciclismo MOT2    | Oscar Soliz                            | Predefinição:Dados ciclismo MOT2         |
| Bósnia e Herzegovina           | Nedzad Mahmic                      |                                     |                                        |                                          |
| Brasil                         | Flávio Cardoso                     | Predefinição:Dados ciclismo FSC     | Rodrigo Nascimento                     |                                          |
| Bulgária                       | Georgi Petrov Georgiev             |                                     | Alexander Alexiev                      |                                          |
| Canadá                         | Bruno Langlois                     | Predefinição:Dados ciclismo GQC     | Ryan Roth                              | Predefinição:Dados ciclismo SPC          |
| Chile                          | Edison Bravo                       |                                     | José Luis Rodríguez Aguilar            |                                          |
| Colômbia                       | Edwin Ávila                        | Predefinição:Dados ciclismo ILU     | Walter Vargas                          | Liga de Antioquia                        |
| República Democrática do Congo | Jimmy Kiaviro Mohindo              |                                     | Gesack Lumingu                         |                                          |
| Costa Rica                     |                                    |                                     | Juan Carlos Vicario Barbera            |                                          |
| Croácia                        | Radoslav Rogina                    |                                     | Matija Kvasina                         | Synergy Baku                             |
| Chipre                         | Armanto Archimandritis             |                                     | Andreas Miltiadis                      |                                          |
| Chéquia                        | Roman Kreuziger                    | Predefinição:Dados ciclismo TNK     | Leopold König                          | Team Sky                                 |
| Dinamarca                      | Alexander Kamp                     | Predefinição:Dados ciclismo SSG     | Martin Toft Madsen                     | Team Almeborg Bornholm                   |
| República Dominicana           | Juan José Cueto                    | Predefinição:Dados ciclismo DCT     | William Guzmán                         | Predefinição:Dados ciclismo DCT          |
| Equador                        | Jose Ragonessi                     |                                     | Jonathan Klever Caicedo                |                                          |
| Egito                          | Islam Ramadan                      |                                     |                                        |                                          |
| Eritreia                       | Daniel Teklehaimanot               | Team Dimension Data                 | Daniel Teklehaimanot                   | Team Dimension Data                      |
| Estónia                        | Mihkel Raim                        | Cycling Academy                     | Gert Jõeäär                            | Cofidis                                  |
| Etiópia                        |                                    |                                     | Yohanes Getachew                       |                                          |
| Finlândia                      | Jesse Kaislavuo                    |                                     | Samuel Pökälä                          |                                          |
| França                         | Arthur Vichot                      | FDJ                                 | Thibaut Pinot                          | FDJ                                      |
| Geórgia                        | Giorgi Nareklishvili               |                                     | Beka Nareklishvili                     |                                          |
| Alemanha                       | André Greipel                      | Lotto Soudal                        | Tony Martin                            | Etixx-Quick Step                         |
| Gana                           | Emanuel Sackey                     |                                     | Emanuel Sackey                         |                                          |
| Grécia                         | Ioannis Tamouridis                 | Synergy Baku                        | Ioannis Tamouridis                     | Synergy Baku                             |
| Guatemala                      |                                    |                                     | Manuel Rodas                           |                                          |
| Hong Kong                      | King Lok Cheung                    | Orica-GreenEDGE                     | King Lok Cheung                        | Orica-GreenEDGE                          |
| Hungria                        | János Pelikán                      | Predefinição:Dados ciclismo AMP     | János Pelikán                          | Predefinição:Dados ciclismo AMP          |
| Islândia                       | Guðmundur Róbert Guðmundsson       |                                     |                                        |                                          |
| Índia                          | Manjeet Singh                      |                                     | Arvind Panwar                          |                                          |
| Irão                           | Mehdi Sohrabi                      | Predefinição:Dados ciclismo TST     | Arvin Moazemi                          | Predefinição:Dados ciclismo PKY          |
| Irlanda                        | Nicolas Roche                      | Team Sky                            | Nicolas Roche                          | Team Sky                                 |
| Israel                         | Guy Sagiv                          | Cycling Academy                     | Aviv Yechezkel                         | Cycling Academy                          |
| Itália                         | Giacomo Nizzolo                    | Trek–Segafredo                      | Manuel Quinziato                       | BMC Racing Team                          |
| Jamaica                        |                                    |                                     | Andrew Ramsay                          |                                          |
| Japão                          | Sho Hatsuyama                      | Bridgestone–Anchor                  | Ryota Nishizono                        | Bridgestone–Anchor                       |
| Cazaquistão                    | Arman Kamyshev                     | Astana                              | Dmitriy Gruzdev                        | Astana                                   |
| Kosovo                         | Alban Delija                       |                                     | Alban Delija                           |                                          |
| Kuwait                         | Abdulhadi Al Ajmi                  |                                     | Khaled Al Khalaifah                    | Predefinição:Dados ciclismo KCP          |
| Letônia                        | Gatis Smukulis                     | Astana                              | Gatis Smukulis                         | Astana                                   |
| Líbano                         | Rachid Elias Abou                  |                                     | Kevork Altounian                       |                                          |
| Lituânia                       | Ramunas Navardauskas               | Cannondale                          | Ignatas Konovalovas                    | FDJ                                      |
| Luxemburgo                     | Bob Jungels                        | Etixx-Quick Step                    | Bob Jungels                            | Etixx-Quick Step                         |
| Macedônia do Norte             | Gorgi Popstefanov                  | Energi                              | Darko Simonovski                       | Energi                                   |
| Ilhas Maurícias                | Jordan Lebon                       |                                     | Grégory Rougier-lagane                 |                                          |
| Mali                           | Bréhima Diarra                     |                                     | Oumar Sangaré                          |                                          |
| Malásia                        | Mohd Zamri Saleh                   | Predefinição:Dados ciclismo TSG     | Mohd Nor Umardi Rosdi                  | Predefinição:Dados ciclismo TSG          |
| México                         | Luis Lemus                         | Cycling Academy                     | Juan Pablo Magallanes                  |                                          |
| Marrocos                       |                                    |                                     | Soufiane Haddi                         | Predefinição:Dados ciclismo SKD          |
| Namíbia                        | Dan Craven                         | Cycling Academy                     | Till Drobisch                          | Predefinição:Dados ciclismo SGT          |
| Países Baixos                  | Dylan Groenewegen                  | LottoNL-Jumbo                       | Tom Dumoulin                           | Team Giant–Alpecin                       |
| Nova Zelândia                  | Jason Christie                     | Predefinição:Dados ciclismo KRD     | Patrick Bevin                          | Cannondale                               |
| Noruega                        | Edvald Boasson Hagen               | Team Dimension Data                 | Edvald Boasson Hagen                   | Team Dimension Data                      |
| Paraguai                       | Samuel Coronel                     | Predefinição:Dados ciclismo VIV     |                                        |                                          |
| Paquistão                      | [ 115 ]                            |                                     |                                        |                                          |
| Polónia                        | Rafał Majka                        | Predefinição:Dados ciclismo TNK     | Maciej Bodnar                          | Predefinição:Dados ciclismo TNK          |
| Portugal                       | José Mendes                        | Bora-Argon 18                       | Nelson Oliveira                        | Movistar Team                            |
| Porto Rico                     |                                    |                                     | Juan Martinez                          |                                          |
| Roménia                        | Marius Petrache                    |                                     | Serghei Tvetcov                        | Androni Giocattoli-Sidermec              |
| Rússia                         | Pavel Kochetkov                    | Team Katusha                        | Sergei Chernetckii                     | Team Katusha                             |
| Ruanda                         | Bonaventure Uwizeyimana            | Predefinição:Dados ciclismo DDC     | Adrien Niyonshuti                      | Team Dimension Data                      |
| Sérvia                         | Nikola Kozomara                    |                                     | Dušan Rajovic                          |                                          |
| Singapura                      | Elyas Yusoff                       |                                     | Choon Huat Goh                         | Predefinição:Dados ciclismo TSG          |
| Eslováquia                     | Juraj Sagan                        | Predefinição:Dados ciclismo TNK     | Marek Čanecký                          | Predefinição:Dados ciclismo AMP          |
| Eslovênia                      | Jan Tratnik                        | Predefinição:Dados ciclismo AMP     | Primož Roglič                          | LottoNL-Jumbo                            |
| África do Sul                  | Jaco Venter                        | Team Dimension Data                 | Daryl Impey                            | Orica-GreenEDGE                          |
| Coreia do Sul                  | Hyo Suk Gong                       |                                     | Hyeong Min Choe                        | Predefinição:Dados ciclismo GIC          |
| Espanha                        | José Joaquín Rojas                 | Movistar Team                       | Ion Izagirre                           | Movistar Team                            |
| Essuatíni                      | Sicelo Phiri                       |                                     |                                        |                                          |
| Suécia                         | Richard Larsen                     | Predefinição:Dados ciclismo TTB     | Alexander Wetterhall                   | Predefinição:Dados ciclismo TTB          |
| Suíça                          | Jonathan Fumeaux                   | IAM Cycling                         | Fabian Cancellara                      | Trek–Segafredo                           |
| Tunísia                        | Alí Nouisri                        |                                     | Maher Hasnaoui                         | Predefinição:Dados ciclismo SKD          |
| Turquia                        | Onur Balkan                        | Brisaspor                           | Ahmet Örken                            | Torku Şekerspor                          |
| Ucrânia                        | Oleksandr Polivoda                 | Predefinição:Dados ciclismo KLS     | Andriy Vasylyuk                        | Predefinição:Dados ciclismo KLS          |
| Emirados Árabes Unidos         | Yousif Mirza                       | Predefinição:Dados ciclismo Al Nasr | Yousif Mirza                           | Predefinição:Dados ciclismo Al Nasr      |
| Uruguai                        | Nicolás Arachichú de Armas         |                                     | Agustín Moreira                        |                                          |
| Reino Unido                    | Adam Blythe                        | Predefinição:Dados ciclismo TNK     | Alex Dowsett                           | Movistar Team                            |
| Estados Unidos                 | Gregory Daniel                     | Predefinição:Dados ciclismo AHB     | Taylor Phinney                         | BMC Racing Team                          |
| Venezuela                      | Gusneiver Gil                      |                                     | Pedro Gutierrez                        |                                          |

#### Campeões em UCI WorldTeams
| Equipa                          | Campeões Corrida em Estrada                                                                             | Campeões Contrarrelógio                                                                                       |
| AG2r-La Mondiale                | | |
| Astana                          | Arman Kamyshev (KAZ) · Gatis Smukulis (LAT)                                                             | Dmitriy Gruzdev (KAZ) · Gatis Smukulis (LAT)                                                                  |
| BMC Racing Team                 | Philippe Gilbert (BEL)                                                                                  | Rohan Dennis (AUS) · Manuel Quinziato (ITA) · Taylor Phinney (USA)                                            |
| Cannondale–Drapac               | Ramūnas Navardauskas (LTU)                                                                              | Patrick Bevin (NZL)                                                                                           |
| Team Dimension Data             | Kanstantsin Siutsou (BLR) · Daniel Teklehaimanot (ERI) · Edvald Boasson Hagen (NOR) · Jaco Venter (RSA) | Kanstantsin Siutsou (BLR) · Daniel Teklehaimanot (ERI) · Edvald Boasson Hagen (NOR) · Adrien Niyonshuti (RWA) |
| Etixx-Quick Step                | Bob Jungels (LUX)                                                                                       | Tony Martin (GER) · Bob Jungels (LUX)                                                                         |
| FDJ                             | Arthur Vichot (FRA)                                                                                     | Thibaut Pinot (FRA) · Ignatas Konovalovas (LTU)                                                               |
| IAM Cycling                     | Matthias Brändle (AUT) · Jonathan Fumeaux (SUI)                                                         | Matthias Brändle (AUT)                                                                                        |
| Lampre-Merida                   | | |
| Lotto Soudal                    | André Greipel (GER)                                                                                     | |
| Movistar Team                   | José Joaquin Rojas (ESP)                                                                                | Jon Izagirre (ESP) · Alex Dowsett (GBR) · Nelson Oliveira (POR)                                               |
| Orica–BikeExchange              | Cheung King Lok (HKG)                                                                                   | Cheung King Lok (HKG) · Daryl Impey (RSA)                                                                     |
| Team Giant–Alpecin              | | Tom Dumoulin (NED)                                                                                            |
| Team Katusha                    | Pavel Kochetkov (RUS)                                                                                   | Sergey Chernetskiy (RUS)                                                                                      |
| LottoNL-Jumbo                   | Dylan Groenewegen (NED)                                                                                 | Victor Campenaerts (BEL) · Primož Roglič (SLO)                                                                |
| Team Sky                        | Nicholas Roche (IRE)                                                                                    | Leopold Konig (CZE) · Nicholas Roche (IRE)                                                                    |
| Predefinição:Dados ciclismo TNK | Roman Kreuziger (CZE) · Adam Blythe (GBR) · Rafał Majka (POL) · Juraj Sagan (SVK)                       | Maciej Bodnar (POL)                                                                                           |
| Trek–Segafredo                  | Jack Bobridge (AUS) · Giacomo Nizzolo (ITA)                                                             | Fabian Cancellara (SUI)                                                                                       |

### Elite Feminino
| País                 | Campeã da Corrida de Elite Feminina | Equipa Campeã da Corrida em Estrada | Campeã do contrarrelógio Elite Feminina | Equipa Campeã Contrarrelógio por equipas |
| -------------------- | ----------------------------------- | ----------------------------------- | --------------------------------------- | ---------------------------------------- |
| Antígua e Barbuda    |                                     |                                     | Tamiko Butler                           |                                          |
| Argentina            | Maria Carla Alvarez                 | Predefinição:Dados ciclismo XSL     | Estefania Pilz                          | Predefinição:Dados ciclismo XSL          |
| Austrália            | Amanda Spratt                       | Predefinição:Dados ciclismo GEW2    | Katrin Garfoot                          | Predefinição:Dados ciclismo GEW2         |
| Áustria              | Christina Perchtold                 | Predefinição:Dados ciclismo NOE     | Martina Ritter                          | BTC City Ljubljana                       |
| Azerbaijão           | Olena Pavlukhina                    | BTC City Ljubljana                  | Olena Pavlukhina                        | BTC City Ljubljana                       |
| Bielorrússia         | Tatsiana Sharakova                  |                                     | Tatsiana Sharakova                      |                                          |
| Bélgica              | Kaat Hannes                         | Predefinição:Dados ciclismo LZE     | Ann-Sophie Duyck                        | Predefinição:Dados ciclismo VLL          |
| Belize               | Kaya Cattouse                       |                                     | Alicia Thompson                         |                                          |
| Bolívia              | Yeneth Amurrio                      |                                     | Sharon Sarabia                          |                                          |
| Brasil               | Clemilda Fernandes                  |                                     | Clemilda Fernandes                      |                                          |
| Canadá               | Annie Foreman-Mackey                | The Cyclery-Opus                    |                                         |                                          |
| Chéquia              | Martina Sáblíková                   |                                     | Martina Sáblíková                       |                                          |
| Chile                | Karla Vallejos                      |                                     | Aranza Villalon Sánchez                 | Predefinição:Dados ciclismo SLP          |
| Colômbia             | Luz Adriana Tovar                   |                                     | Ana Sanabria                            |                                          |
| Costa Rica           | Marcela Rubiano                     |                                     | Milagro Mena                            |                                          |
| Croácia              | Mia Radotić                         |                                     | Mia Radotić                             |                                          |
| Chipre               | Antri Christoforou                  |                                     | Antri Christoforou                      |                                          |
| Chéquia              | Martina Sáblíková                   |                                     | Martina Sáblíková                       |                                          |
| Dinamarca            | Emma Cecilie Norsgaard              |                                     | Cecilie Uttrup Ludwig                   | Predefinição:Dados ciclismo BMS          |
| República Dominicana | Cesarina Ballenilla                 | Team Caribe                         | Natasha Méndez                          | La Caya                                  |
| El Salvador          | Xenia Estrada                       |                                     | Ana Lucrecia Figueroa                   |                                          |
| Eritreia             | Yohana Dawit                        |                                     | Mossana Debesay                         |                                          |
| Estónia              | Kelly Kalm                          |                                     | Liisi Rist                              |                                          |
| Etiópia              | Selam Amha                          |                                     | Eyerusalem Kelil                        | Predefinição:Dados ciclismo MIC          |
| Finlândia            | Lotta Lepistö                       | Predefinição:Dados ciclismo CBT     | Lotta Lepistö                           | Predefinição:Dados ciclismo CBT          |
| França               | Edwige Pitel                        | Predefinição:Dados ciclismo MIC     | Audrey Cordon                           | Predefinição:Dados ciclismo WHT          |
| Alemanha             | Mieke Kröger                        | Predefinição:Dados ciclismo LPR2    | Trixi Worrack                           | Predefinição:Dados ciclismo LPR2         |
| Grécia               | Varvara Fasoi                       |                                     | Michali Tsavari Eleni                   |                                          |
| Guatemala            | Cintia Lee                          |                                     | Andrea Guillén                          |                                          |
| Hong Kong            | Zhao Juan Meng                      |                                     | Qianyu Yang                             |                                          |
| Hungria              | Mónika Király                       | Predefinição:Dados ciclismo MIC     | Mónika Király                           | Predefinição:Dados ciclismo MIC          |
| Islândia             | Evgenia Ilyinskaya                  |                                     |                                         |                                          |
| Índia                | Lidiyamol Sunny                     |                                     | Rutuja Satpute                          |                                          |
| Irlanda              | Lydia Boylan                        |                                     | Anna Turvey                             |                                          |
| Itália               | Elena Cecchini                      | Predefinição:Dados ciclismo LPR2    | Elisa Longo Borghini                    | Predefinição:Dados ciclismo WHT          |
| Israel               | Miriam Bar-on                       |                                     | Paz Bash                                |                                          |
| Japão                | Eri Yonamine                        | Predefinição:Dados ciclismo HBS     | Eri Yonamine                            | Predefinição:Dados ciclismo HBS          |
| Cazaquistão          | Natalya Saifutdinova                | Astana                              | Yekaterina Yuraitis                     | Astana                                   |
| Kuwait               | Najla Aljuraiwi                     |                                     | Najla Aljuraiwi                         |                                          |
| Letônia              | Lija Laizane                        | Predefinição:Dados ciclismo SEF     | Lija Laizane                            | Predefinição:Dados ciclismo SEF          |
| Lituânia             | Daiva Tuslaite                      | Predefinição:Dados ciclismo ISG     | Ausrine Trebaite                        |                                          |
| Luxemburgo           | Christine Majerus                   | Boels–Dolmans                       | Christine Majerus                       | Boels–Dolmans                            |
| Macedônia do Norte   |                                     |                                     | Anyeta Antovska                         |                                          |
| Malásia              | Nurul Alissa Mohamad                |                                     | Grace Phang                             |                                          |
| México               | Ana María Hernández                 |                                     | Veronica Leal                           |                                          |
| Namíbia              | Vera Adrian                         |                                     | Vera Adrian                             |                                          |
| Países Baixos        | Anouska Koster                      | Predefinição:Dados ciclismo RBW     | Annemiek van Vleuten                    | Predefinição:Dados ciclismo GEW2         |
| Noruega              | Vita Heine                          | Predefinição:Dados ciclismo HPU     | Vita Heine                              | Predefinição:Dados ciclismo HPU          |
| Nova Zelândia        | Rushlee Buchanan                    | Predefinição:Dados ciclismo UHC2    | Rushlee Buchanan                        | Predefinição:Dados ciclismo UHC2         |
| Paraguai             |                                     |                                     | Agua Marina Espinola                    |                                          |
| Polónia              | Katarzyna Niewiadoma                | Predefinição:Dados ciclismo RBW     | Katarzyna Niewiadoma                    | Predefinição:Dados ciclismo RBW          |
| Portugal             | Daniela Reis                        |                                     | Daniela Reis                            |                                          |
| Porto Rico           |                                     |                                     | Marisol Tellado                         |                                          |
| Roménia              | Ana Covrig                          | Predefinição:Dados ciclismo ISG     | Ana Covrig                              | Predefinição:Dados ciclismo ISG          |
| Rússia               | Natalia Boyarskaya                  |                                     | Tatiana Antoshina                       | Astana                                   |
| Ruanda               | Jeanne D'arc Girubuntu              |                                     | Jeanne D'arc Girubuntu                  |                                          |
| Sérvia               | Jelena Erić                         | BTC City Ljubljana                  | Jelena Erić                             | BTC City Ljubljana                       |
| Singapura            | Yi Wei Luo                          |                                     | Dinah Chan                              |                                          |
| Eslováquia           | Janka Stevkova                      |                                     | Lucia Valachová                         | Predefinição:Dados ciclismo NOE          |
| Eslovênia            | Polona Batagelj                     |                                     | Urša Pintar                             | BTC City Ljubljana                       |
| África do Sul        | An-Li Kachelhoffer                  | Predefinição:Dados ciclismo LBL     | Juanita Venter                          |                                          |
| Coreia do Sul        | Ju Mi Lee                           |                                     | Ju Mi Lee                               |                                          |
| Espanha              | Margarita Victoria García           | Predefinição:Dados ciclismo BDP     | Anna Sanchis                            | Predefinição:Dados ciclismo WHT          |
| Essuatíni            | Linda Löffler                       |                                     |                                         |                                          |
| Suécia               | Emma Johansson                      | Predefinição:Dados ciclismo WHT     | Emma Johansson                          | Predefinição:Dados ciclismo WHT          |
| Suíça                | Doris Schweizer                     | Predefinição:Dados ciclismo CPC     | Doris Schweizer                         | Predefinição:Dados ciclismo CPC          |
| Tunísia              | Nour Dissem                         |                                     |                                         |                                          |
| Turquia              | Cansu Türkmenoğlu                   | Brisaspor                           | Cansu Türkmenoğlu                       | Brisaspor                                |
| Ucrânia              | Yevgenia Vysotska                   | Predefinição:Dados ciclismo HBS     | Yevgenia Vysotska                       | Predefinição:Dados ciclismo HBS          |
| Reino Unido          | Hannah Barnes                       | Predefinição:Dados ciclismo LPR2    | Hayley Simmonds                         | Predefinição:Dados ciclismo UHC2         |
| Estados Unidos       | Megan Guarnier                      | Boels–Dolmans                       | Carmen Small                            | Predefinição:Dados ciclismo CBT          |
| Venezuela            | Zuralmy Rivas                       |                                     | Danielys Del Valle Garcia               |                                          |

#### Campeões em Equipas Femininas UCI World Tour
| Equipa                           | Campeãs da Corrida em Estrada                                   | Campeãs da Corrida Contrarrelógio                                                            |
| Predefinição:Dados ciclismo ALE  |                                                                 |                                                                                              |
| Astana                           | Natalya Saifutdinova (KAZ)                                      | Yekaterina Yuraitis (KAZ) · Tatiana Antoshina (RUS)                                          |
| Predefinição:Dados ciclismo BPK  |                                                                 |                                                                                              |
| Boels–Dolmans                    | Megan Guarnier (USA) · Christine Majerus (LUX)                  | Christine Majerus (LUX)                                                                      |
| BTC City Ljubljana               | Olena Pavlukhina (AZE)                                          | Olena Pavlukhina (AZE) · Urša Pintar (SLO) · Martina Ritter (AUT) · Jelena Eric (SRB)        |
| Predefinição:Dados ciclismo LPR2 | Elena Cecchini (ITA) · Mieke Kröger (GER) · Hannah Barnes (GBR) | Trixi Worrack (GER)                                                                          |
| Predefinição:Dados ciclismo CBT  |                                                                 | Carmen Small (USA) · Lotta Lepistö (FIN)                                                     |
| Predefinição:Dados ciclismo CPC  | Doris Schweizer (SUI)                                           | Doris Schweizer (SUI)                                                                        |
| Predefinição:Dados ciclismo HPU  | Vita Heine (NOR)                                                | Vita Heine (NOR)                                                                             |
| Predefinição:Dados ciclismo LZE  | Kaat Hannes (BEL)                                               |                                                                                              |
| Predefinição:Dados ciclismo LBL  | An-Li Kachelhoffer (RSA)                                        |                                                                                              |
| Predefinição:Dados ciclismo GEW2 | Amanda Spratt (AUS)                                             | Katrin Garfoot (AUS) · Annemiek van Vleuten (NED)                                            |
| Predefinição:Dados ciclismo PHV  |                                                                 |                                                                                              |
| Poitou–Charentes.Futuroscope.86  |                                                                 |                                                                                              |
| Predefinição:Dados ciclismo RBW  | Anouska Koster (NED) · Katarzyna Niewiadoma (POL)               | Katarzyna Niewiadoma (POL)                                                                   |
| Predefinição:Dados ciclismo TLP  |                                                                 |                                                                                              |
| Predefinição:Dados ciclismo TIB  |                                                                 |                                                                                              |
| Predefinição:Dados ciclismo VLL  |                                                                 | Ann-Sophie Duyck (BEL)                                                                       |
| Predefinição:Dados ciclismo UHC2 | Rushlee Buchanan (NZL)                                          | Rushlee Buchanan (NZL) · Hayley Simmonds (GBR)                                               |
| Predefinição:Dados ciclismo WHT  | Emma Johansson (SWE)                                            | Audrey Cordon (FRA) · Elisa Longo Borghini (ITA) · Anna Sanchis (ESP) · Emma Johansson (SWE) |

1. ↑  Estas são as equipas Top-20 que são automáticamente convidadas para os eventos da World Tour Feminina.

### Campeonatos Criterium
| País           | Campeão Masculino Elite | Equipa do Campeão     | Campeã Feminina Elite | Equipa da Campeã                 |
| Áustria        | Lukas Schlemmer         | WSA–Greenlife         |                       |                                  |
| Austrália      | Caleb Ewan              | Orica-GreenEDGE       | Sophie MacKay         |                                  |
| Estónia        | Karlo Aia               | Jilun–Shakeland Team  | Liisi Rist            | Keukens Redant                   |
| Irlanda        | Mark Dowling            |                       |                       |                                  |
| Nova Zelândia  | Regan Gough             | Avanti IsoWhey Sports | Racquel Sheath        |                                  |
| Rússia         | Alexander Zdanov        |                       |                       |                                  |
| Sérvia         | Miloš Borisavljević     |                       |                       |                                  |
| Estados Unidos | Brad Huff               | Rally Cycling         | Lauren Tamayo         | Predefinição:Dados ciclismo UHC2 |
| Ucrânia        | [ 307 ]                 |                       |                       |                                  |